# 엘리자베스 데일리
엘리자베스 데일리(Elizabeth Daily, 1961년 9월 11일 ~ ) 혹은 E. G. 데일리는 미국의 배우, 성우, 가수이다.

## 출연 작품
- 31 (2016)
- 세상의 모든 엄마와 딸들 (2016)
- 더 언라이클리즈 (2015)
- 옐로우 (2012)
- 캣츠 앤 독스 2 (2010)
- 마이 시스터즈 키퍼 (2009)
- 놈과 트롤 - 비밀의 방 (2008)
- 스노우 보드맨 (2007)
- 머스탱 샐리 (2006)
- 팟헤드: 더 무비 (2005)
- 살인마 가족 2 (2005)
- 웨이트 (2004)
- 컨트리 베어스 (2002)
- 비버 트릴러지 (2001)
- 방학 대소동 - 여름방학 구출작전 (2001)
- 베이비 블루스 (2000)
- 앨빈과 늑대인간 (2000)
- 트럼펫을 부는 백조 (2000)
- 젠 13 - 게놈 프로젝트 (1998)
- 꼬마 돼지 베이브 2 (1998)
- 전사 골리앗 (1996)
- 엠프티 크레이들 (1993)
- 바이러스 (1992)
- 샌프란시스코에서 하룻밤 (1991)
- 귀여운 악마 (1991)
- 랜디의 사생활 (1989)
- 악령의 분신 (1988)
- 작은 사랑의 기적 (1985)
- 내 사랑 로라 (1984)
- 스트리트 오브 파이어 (1984)
- 밸리 걸 (1983)
- 다크 나이트 (1983)
- 이스케이프 아티스트 (1982)
- 내일은 스타 (1982)
- 마지막 남은 처녀 (1981)
- 디스코 피버 (1978)

### 영화 출연
- 판당고 (1985)
- 피위의 대모험 (1985)
- 로렌조 오일 (1992)
- 플레지 디스! (2006, National Lampoon's Pledge This!)

### 텔레비전 드라마 출연
- 프렌즈 (1994)

### 애니메이션 영화 목소리
- 야러그래츠 (1998)
- 야러그래츠 : 파리 대모험 (2000)
- 파워퍼프 걸 영화 (2002)
- 야!러그래츠 : 무인도 대모험  (2003)
- 해피 피트 (2006)
- 해피 피트 2 (2011)
- 주먹왕 랄프 (2012)

### 애니메이션 시리즈 목소리
- 러그래츠 - 시리즈 (1991)
- 쥬니어는 문제아 - TV 만화 시리즈 (1993)
- 파워퍼프 걸 - TV 시리즈 (1998)
- 스타쉽 트루퍼스 - 애니메이션 시리즈 (1999)